# Liste der Monuments historiques in Landerneau
Die Liste der Monuments historiques in Landerneau führt die Monuments historiques in der französischen Gemeinde Landerneau auf.

## Liste der Bauwerke
| Bezeichnung                          | Beschreibung | Standort                                                | Kennzeichnung | Schutzstatus   | Datum          | Bild           |
| ------------------------------------ | ------------ | ------------------------------------------------------- | ------------- | -------------- | -------------- | -------------- |
| Allee zum Château de Chef-du-Bois    | Schloss      | Vieille route de Saint-Urbain (Lage)                    | PA00090492    | Inscrit        | 1992           |                |
| Kapuzinerkloster                     |              | 2/4, rue des Capucins Rue de la Fontaine-Blanche (Lage) | PA00090026    | Classé Inscrit | 1970           | weitere Bilder |
| Kirche in Beuzit-Conogan             |              | (Lage)                                                  | PA00090027    | Inscrit        | 1925           | weitere Bilder |
| Kirche St-Houardon                   |              | (Lage)                                                  | PA00090028    | Classé         | 1916           | weitere Bilder |
| Kirche St-Thomas-de-Cantorbéry       |              | (Lage)                                                  | PA00090029    | Inscrit        | 1932           | weitere Bilder |
| Maison Duthoya                       |              | 3, rue du Commerce (Lage)                               | PA00090030    | Inscrit        | 1926 2019      | weitere Bilder |
| Haus                                 |              | 5, rue du Commerce Rue Romain-Desfossés (Lage)          | PA00090031    | Inscrit        | 1926           | weitere Bilder |
| Haus                                 |              | 11, rue du Pont (Lage)                                  | PA00090035    | Inscrit        | 1932           | weitere Bilder |
| Haus                                 |              | 10, place Poull ar Stang (Lage)                         | PA00090038    | Inscrit        | 1926           |                |
| Haus, genannt Notre-Dame-de-Rumengol |              | 3, rue Saint-Thomas (Lage)                              | PA00090037    | Inscrit        | 1928           | weitere Bilder |
| Maison de la Duchesse Anne           | Haus         | 9, place Général de Gaulle (Lage)                       | PA00090034    | Inscrit        | 1924           | weitere Bilder |
| Maison des Treize Lunes Haus         |              | 4, place Saint-Thomas (Lage)                            | PA00090036    | Classé         | 2005           | weitere Bilder |
| Beinhaus von Saint-Thomas            |              | (Lage)                                                  | PA00090039    | Inscrit        | 1925           | weitere Bilder |
| Pont de Rohan                        | Brücke       | Quai de Cornouailles Rue du Pont (Lage)                 | PA00090032    | Classé Inscrit | 1929 1932 2010 | weitere Bilder |

## Liste der Objekte
- Monuments historiques (Objekte) in Landerneau in der Base Palissy des französischen Kultusministeriums